# Plotio Tuca
Plocio o Plotio Tuca, en latín original Plotius Tucca, poeta romano  que floreció el año 35 antes de Cristo, amigo y editor de Virgilio.
Pertenecía como Virgilio al círculo de Mecenas, y Horacio alude a él en sus Sátiras. Virgilio lo consideraba anciano y más admirado que él mismo, y Horacio lo tenía como escritor eminente en materias épicas. Según la Vida de Virgilio de Elio Donato, tras la muerte de Virgilio Plotius fue uno de dos ejecutores de su herencia literaria y, junto con Vario Rufo, corrigió y editó los doce libros de la Eneida que el poeta había querido destruir. Las obras de Plotius no se han conservado y se especula con que haya compuesto un poema épico sobre la muerte de Julio César. Hollis estima que fue epicúreo. 